# Macronadata viridis
Macronadata viridis är en fjärilsart som beskrevs av Druce 1910. Macronadata viridis ingår i släktet Macronadata och familjen tandspinnare. Inga underarter finns listade i Catalogue of Life.